# لي باراين
لي باراين (بالإنجليزية: Le Parrain)‏ هو أحد جبال سلسلة جبال الألب بينيني وجزء من القمة الأم لا روينيتي يقع في كانتون فاليز، سويسرا. يبلغ ارتفاع الجبل حوالي 3259 متر، بينما يبلغ ارتفاع نتوء الجبل 115 متر.